# Museu Nacional de História Militar (Bulgária)

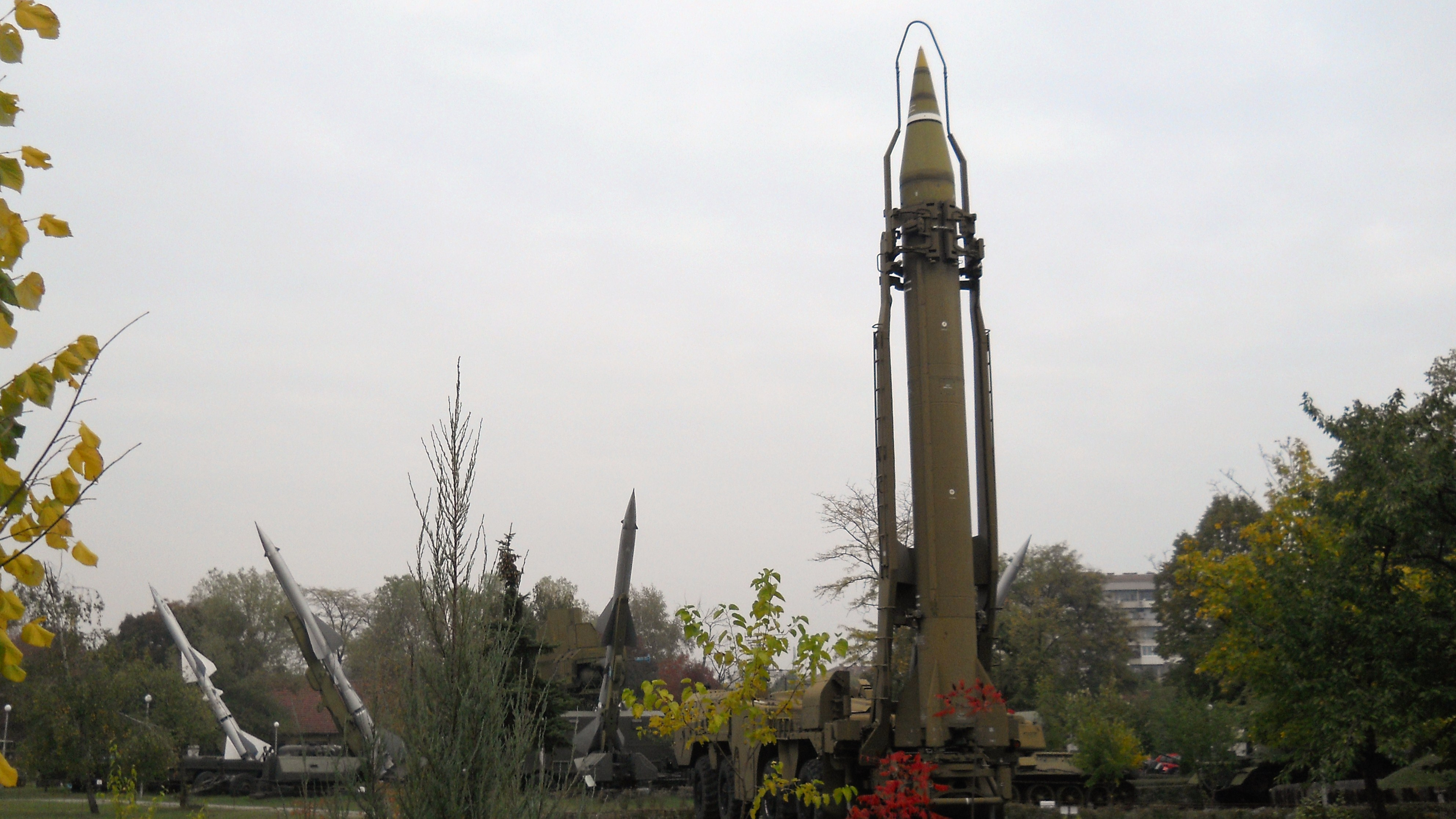
Diferentes tipos de mísseis em exposição.

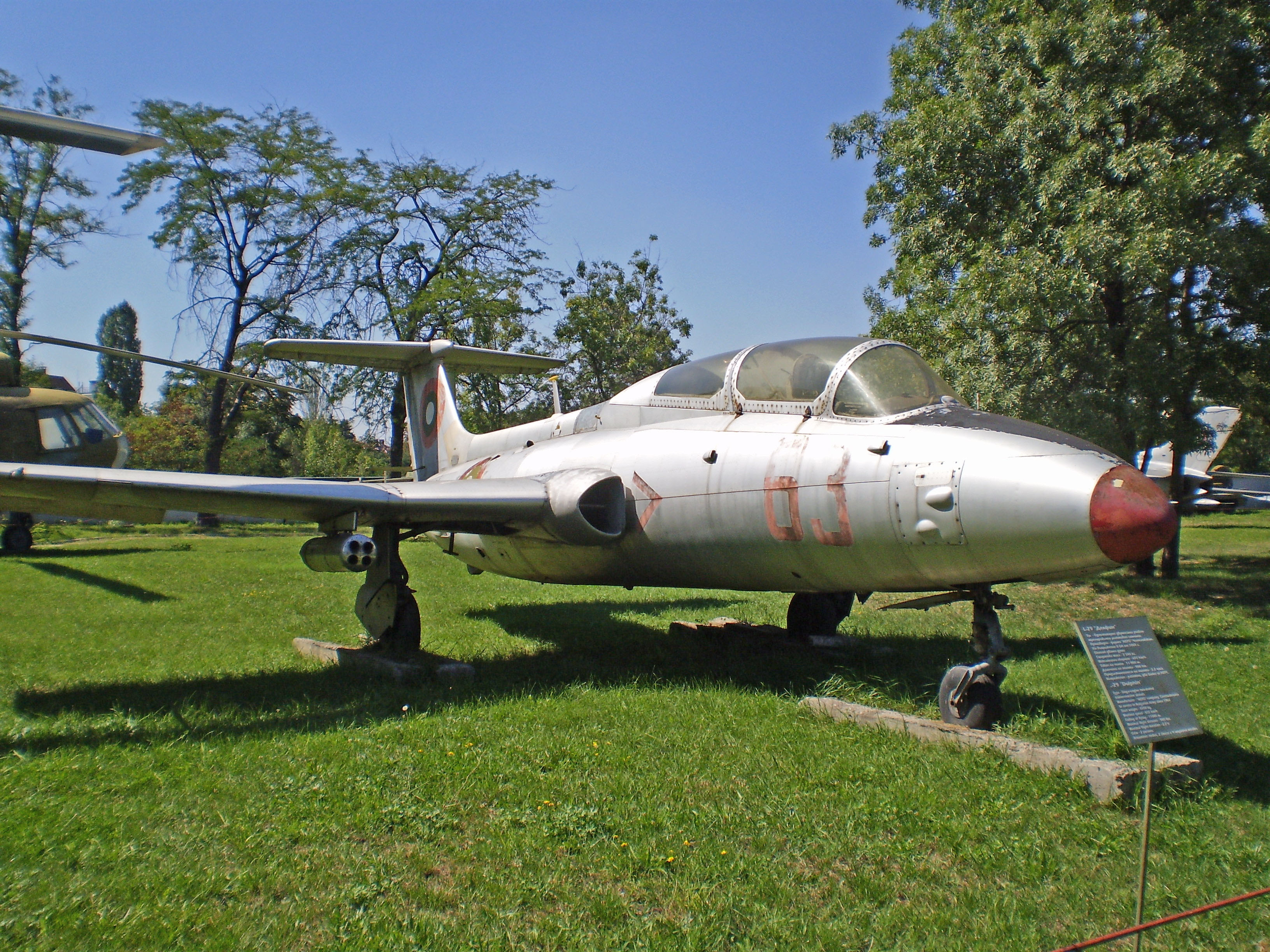
Aero L-29 em exibição.

O Museu Nacional de História Militar (Национален военноисторически музей, Natsionalen voennoistoricheski muzey) é um museu dedicado à história militar em Sófia, na Bulgária. Uma estrutura do Ministério da Defesa, existe sob vários nomes e subordinada a várias instituições desde 1º de agosto de 1914 (na prática desde 4 de julho de 1916). É composto por 5.000m2 de área de exposição interior e 40.000m2 de área exterior (dos quais 500m2 cobertos), exibições, uma biblioteca e um centro de informática.

## Estabelecimento
O NMMH foi fundado em 1916, dois anos após a fundação de uma comissão histórico-militar, composta por arquivo, exposição e biblioteca. Naquela época, era um dos três únicos museus búlgaros existentes. Sua primeira exposição completa só foi inaugurada em 1937. Sua atual estrutura e nome datam de 1968.

## Exposição ao ar livre
Uma lista incompleta de equipamentos em exibição.

### Artilharia
| - 10.5 cm leFH 16 - 7.7 cm FK 96 n.A. - 10 cm K 14 - 6-duim mortar - M1876 8-duim mortar - 7.5 cm Pak 40 - 10 cm schwere Kanone 18 - 10.5 cm leFH 18 - 15 cm sFH 18 | - Jagdpanzer IV - Sturmgeschütz III - 76 mm divisional gun M1942 (ZiS-3) - 100 mm field gun M1944 (BS-3) - 122 mm gun M1931/37 (A-19) - 152 mm howitzer M1943 (D-1) - Katyusha rocket launcher - SU-76 - SU-100 | - 122 mm howitzer M1938 (M-30) - 37 mm automatic air defense gun M1939 (61-K) - ZU-23-2 - KS-19 - RM-51 - BM-21 - BM-24 - 2S3 Akatsiya - FN 4RM |

### Mísseis
- 9K52 Luna-M
- R-17 Elbrus
- OTR-23 Oka
- S-75 Dvina
- 2K11 Krug

### Veículos militares
| - AT-S, trator de artilharia - BTM, máquina de desbaste - MTU-12, lança-pontes - TMM, lança-pontes - BTR-152 - BTR-60 | - BTR-60PAU - MT-LB - MT-LBu - ZIS-5, caminhão - BMP-23 - BMP-30 |

### Tanques
| - Fahrpanzer - LT-35 - Hotchkiss H35 - Panzer IV | - T-34-76 - T-34-85 - T-54/55 - T-72 |

### Aeronave
| - Aero L-29 - Mikoyan-Gurevich MiG-15 - Mikoyan-Gurevich MiG-17 - Mikoyan-Gurevich MiG-19 - Mikoyan-Gurevich MiG-21 | - Mikoyan-Gurevich MiG-23 - Panavia Tornado - Mil Mi-2 - Mil Mi-8 - Mil Mi-24 |

### Outros
- Spasov M1944 Trigun, submetralhadora de cano triplo búlgara.